# Robert de Montessus de Ballore
Pour les articles homonymes, voir De Montessus de Ballore.
Robert de Montessus de Ballore, né le 20 mai 1870 à Villeurbanne (Rhône) et mort le 26 janvier 1937 à Arcachon (Gironde), est un mathématicien français. Il est célèbre pour ses travaux sur les fractions continues algébriques et dans le domaine de l'approximation de Padé.

## Biographie
Il est vicomte, issu d'une vieille famille noble de France.
Le père de Robert Montessus, Philippe-Georges (1825-1890), est officier formé à Saint Cyr puis quitte l'armée pour s'installer agriculteur dans le Charolais.
Robert a trois frères :
- Fernand de Montessus de Ballore, polytechnicien, sismologue, 1851-1923 ;
- Jean, magistrat, 1852-1903 ;
- Henri, professeur de physique à Grenoble, 1862-1918.

En 1886, Robert obtient son baccalauréat ès-sciences. De 1887 à 1889, il suit des classes préparatoires à l'École des mines de Saint-Étienne. Le 8 mai 1905, il soutient sa thèse sur les fractions continues algébriques à la Sorbonne.
Le 29 mars 1906, il épouse Suzanne Montaudon (1884-1983). De leur union naîtront quatre enfants : Simone (1907-?), Jacques (1909-2003), André (1912-1978) et Geneviève (décédée à la naissance en 1916).
Il est rédacteur au Journal de mathématiques pures et appliquées, et auteur de nombreux ouvrages et publications scientifiques. Il est membre de la Société mathématique de France et de la Société des arts, sciences, belles-lettres et d'agriculture de l'Académie de Mâcon.

## Ouvrages
- Sur les fractions continues algébriques (thèse en sciences mathématiques), Paris, A. Hermann, 1905 (lire en ligne).
- Leçons élémentaires sur le calcul des probabilités, Paris, Gauthier-Villars, 1908 (texte en ligne disponible sur IRIS).

## Source
- [PDF] « Notes sur la vie et l’œuvre de Robert de Montessus de Ballore » par Hervé Le Ferrand, de l'Institut de mathématiques de Bourgogne, décembre 2010